# Casa Fletcher Henderson
La Casa Fletcher Henderson, también conocida como Casa Henderson-Burroughs, en Cuthbert, Georgia, fue construida en 1888. Fue incluido en el Registro Nacional de Lugares Históricos en 1982. La casa fue considerada importante por haber sido el hogar durante 64 años del principal educador negro de Cuthbert, el profesor Fletcher Hamilton Henderson (1857-1943). También es notable por ser el hogar de la infancia del gran jazzista Fletcher H. Henderson Jr., que nació el 18 de diciembre de 1897, y su hermano Horace W. Henderson, que nació el 23 de noviembre de 1903.